# Montmagny (regionalna gmina hrabstwa)
Montmagny – regionalna gmina hrabstwa (MRC) w regionie administracyjnym Chaudière-Appalaches prowincji Quebec, w Kanadzie. Stolicą jest miasto Montmagny. Składa się z 14 gmin: 1 miasta, 9 gmin i 4 parafii.
Montmagny ma 22 877 mieszkańców. Język francuski jest językiem ojczystym dla 99,4%, angielski dla 0,4% mieszkańców (2011).